# Spiritual Song
Cançó espiritual (Spiritual Song en anglès) és una obra d'Antoni Tàpies (1950) que forma part de la col·lecció del Museu d'Art Contemporani de Barcelona (MACBA). La tècnica emprada és aquarel·la i tinta sobre paper. Va ser un dels quadres que es va exhibir a la mostra El siglo del Jazz, que es podia veure entre el juliol i l'octubre de 2009 al Centre de Cultura Contemporània de Barcelona (CCCB). Actualment està exposada al Museu Nacional d'Art de Catalunya (MNAC) en la secció d'art modern.